# منصور أربابسيار
منصور أربابسيار (بالفارسية: منصور ارباب‌سیر) هو إيراني يحمل جواز سفر أمريكي، متهم بأنه محرك المخطط الإيراني لاغتيال عادل الجبير السفير السعودي بواشنطن. هاجر للولايات المتحدة وهو شاب، ودرس الهندسة الميكانيكية ولكنه لم يكمل دراسته. اكتسب الجنسية الأميركية بعد أن تزوج امرأة أميركية، وانفصل عنها عام 1987. أتهم منصور أربابسيار من قبل مكتب التحقيقات الفدرالي بإدارة شبكة إرهابية تمتد من العاصمة الإيرانية طهران إلى المكسيك، وأنه مجند من قبل فيلق القدس التابع للحرس الثوري الإيراني.